# Ачайваям (село)
Ача́йваям (рос. Ачайваям) — село в Олюторському районі Камчатського краю, Росія. До 1 липня 2007 року перебувало у складі Корякського автономного округу Камчатської області.
Населення становить 524 особи (2009).
Село розташоване на правому березі річки Апука, у місці, де до неї впадають права притока Аппанаваям та ліва Ачайваям. На північ від Ачайваяма знаходиться невисока гора Шаман (184 м).

## Населення
| 2002 | 2006 | 2010 | 2012 | 2013 | 2014 | 2015 |
| ---- | ---- | ---- | ---- | ---- | ---- | ---- |
| 599  | ↘552 | ↘540 | ↘504 | ↘487 | ↘472 | ↘468 |
| 2016 | 2017 | 2018 |      |      |      |      |
| ↘458 | ↘453 | ↘447 |      |      |      |      |